# Автоматический ручной гранатомёт Барышева
Автоматический ручной гранатомёт Барышева (АРГБ) — советский автоматический ручной гранатомёт с полусвободным затвором, стрельба ведётся с заднего шептала с возможностью ведения одиночного и автоматического огня (одиночный огонь позволяет уверенно поражать мишень №4 на дистанции 200м.). Имеет магазинное и ленточное питание 30-миллиметровыми гранатомётными выстрелами ВОГ-17. Предназначен для поражения гранатами целей противника на дистанциях до 1200 м.

## Тактико-технические характеристики
- вес без боекомплекта — 15,3 кг
- длина всего оружия (приклад сложен/разложен) — 700/950 мм
- длина ствола — 300 мм
- калибр — 30 мм
- темп стрельбы — 350 выстрелов в мин
- начальная скорость гранаты — 185 м/с
- ёмкость стандартного магазина — 5 гранат